# Peucedanum lativittatum
Peucedanum lativittatum är en flockblommig växtart som beskrevs av Fisch., C.A.Mey. och Avé-lall. Peucedanum lativittatum ingår i släktet siljor, och familjen flockblommiga växter. Inga underarter finns listade i Catalogue of Life.